# Njemački kancelar
Kancelar je ime koje u Njemačkoj nosi premijer, tj. predsjednik Vlade.

### Popis kancelara Njemačke od 1949. godine
|      | Ime                          | Stupanje na dužnost | Kraj mandata1       | Stranka             |
| ---- | ---------------------------- | ------------------- | ------------------- | ------------------- |
| 1    | Dr. Konrad Adenauer          | 15. rujna 1949.     | 16. listopada 1963. | Kršćanski demokrati |
| 2    | Dr. Ludwig Erhard            | 16. listopada 1963. | 1. prosinca 1966.   | Kršćanski demokrati |
| 3    | Kurt Georg Kiesinger         | 1. prosinca 1966.   | 21. listopada 1969. | Kršćanski demokrati |
| 4    | Willy Brandt                 | 21. listopada 1969. | 7. svibnja 1974.2   | Socijaldemokrati    |
| v.d. | Walter Scheel (vicekancelar) | 7. svibnja 1974.    | 16. svibnja 1974.   | Liberali            |
| 5    | Helmut Schmidt               | 16. svibnja 1974.   | 1. listopada 1982.  | Socijaldemokrati    |
| 6    | Dr. Helmut Kohl              | 1. listopada 1982.  | 27. listopada 1998. | Kršćanski demokrati |
| 7    | Gerhard Schröder             | 27. listopada 1998. | 22. studenog 2005.  | Socijaldemokrati    |
| 8    | Dr. Angela Merkel            | 22. studenog 2005.  | 8. prosinca 2021.   | Kršćanski demokrati |
| 9    | Olaf Scholz                  | 8. prosinca 2021.   | 6. svibnja 2025.    | Socijaldemokrati    |
| 10   | Friedrich Merz               | 6. svibnja 2025.    |                     | Kršćanski demokrati |

1: Mandat kancelara uključuje i vrijeme vršenja dužnosti do nastupanja novoizabranog kancelara na funkciju.
2: Willy Brandt je zatražio predsjednika da bude zamijenjen po svojoj ostavci, te je vršitelj dužnosti do dolaska Helmuta Schmidta bio dotadašnji vicekancelar.

## Vanjske poveznice
- www.bundeskanzlerin.de